# Lokosphinx/Saison 2014
Dieser Artikel listet Erfolge und Fahrer des Radsportteams Lokosphinx in der Saison 2014 auf.

## Erfolge in der UCI Europe Tour
| Datum     | Rennen                                                 | Kat. | Fahrer             |
| --------- | ------------------------------------------------------ | ---- | ------------------ |
| 25. April | Gran Premio della Liberazione                          | 1.2U | Jewgeni Schalunow  |
| 12. Juli  | 2. Etappe Grande Prémio Internacional de Torres Vedras | 2.2  | Kirill Sweschnikow |
| 8. August | 8. Etappe Volta a Portugal                             | 2.1  | Sergei Schilow     |

## Abgänge – Zugänge
| Zugänge                          | Team 2013 | Abgänge         | Team 2014  |
| -------------------------------- | --------- | --------------- | ---------- |
| Alexander Wdowin                 | Neoprofi  | Pawel Ptaschkin | Lokosphinx |
| Sergei Wdowin                    | Neoprofi  | Sergei Belych   | Team 21    |
| Wassili Neustrojew (ab 27. Juni) | Neoprofi  |                 |            |

## Mannschaft
| Name                | Geburtstag        | Nationalität |
| ------------------- | ----------------- | ------------ |
| Arkimedes Arguelyes | 9. Juli 1988      | Russland     |
| Wassili Neustrojew  | 8. Januar 1990    | Russland     |
| Alexei Rybalkin     | 16. November 1993 | Russland     |
| Jewgeni Schalunow   | 8. Januar 1992    | Russland     |
| Sergei Schilow      | 6. Februar 1988   | Russland     |
| Dmitri Sokolow      | 19. März 1988     | Russland     |
| Kirill Sweschnikow  | 10. Februar 1992  | Russland     |
| Alexander Wdowin    | 21. August 1993   | Russland     |
| Sergei Wdowin       | 21. August 1993   | Russland     |